# Sphecosoma besasa
Sphecosoma besasa är en fjärilsart som beskrevs av William Schaus 1924. Sphecosoma besasa ingår i släktet Sphecosoma och familjen björnspinnare. Inga underarter finns listade i Catalogue of Life.